# Maladie de Raynaud
 Mise en garde médicale
La maladie de Raynaud est un état touchant le flux sanguin vers les extrémités telles les doigts, les orteils, le nez et les oreilles en cas d'exposition à des changements de température ou de stress. Elle n'a pas de cause définie, ce qui la distingue du syndrome de Raynaud, secondaire à une prise médicamenteuse ou à une autre maladie.
Elle doit son nom à Maurice Raynaud (1834–1881), un médecin français qui l'a décrite en 1862. Mais souffrir de la maladie ou du syndrome de Raynaud, ce n’est pas seulement avoir les mains ou les pieds froids. Il s’agit d’un trouble chronique de la circulation du sang dans les extrémités, qui survient de façon périodique, en cas d’exposition au froid et, plus rarement, en cas de stress émotionnel.
Les parties touchées deviennent soudainement blanches, froides, insensibles, engourdies, et le patient ressent une vive douleur dans les parties touchées car le sang n’y circule plus. La maladie touche spécifiquement les extrémités, le plus souvent les doigts (le pouce est généralement épargné) et les orteils, mais aussi dans certains cas, le nez, les lèvres et les lobes d'oreilles. Une crise peut durer de quelques minutes à quelques heures.

## Épidémiologie
La maladie touche plus fréquemment les femmes et prédomine dans les pays froids. Elle atteint près de 5 % de la population. Il peut exister une notion familiale de la maladie, ce qui est évocateur d'une participation génétique.

## Symptômes
Les symptômes suivants peuvent durer de quelques minutes à quelques heures :
- un changement de la couleur normale de la région atteinte, qui passe souvent du rosé naturel au blanc (phase syncopale), au bleu (phase asphyxique, facultative), puis au rouge (phase hyperhémique, facultative) ;
- des fourmillements, des pulsations et un engourdissement avec ou sans perte de sensibilité ;
- une douleur dans la région atteinte.

Les symptômes régressent après le réchauffement des extrémités.
La maladie de Raynaud est généralement bénigne, n'interférant que peu avec la vie quotidienne et tendant à s'amender avec le temps.
Le pouce est habituellement épargné.

## Vasospasme du mamelon
Une forme de la maladie de Raynaud peut aussi se manifester chez les mères allaitantes au niveau des mamelons, provoquant des douleurs aiguës lors des tétées, et des changements de couleur du mamelon après la tétée (celui-ci devient blanc, puis éventuellement rouge). Ces douleurs sont exacerbées par le froid.
Les douleurs sont proches de celles provoquées par une candidose mammaire, ce qui fait que ces pathologies sont parfois confondues (mais le changement de couleur est caractéristique du vasospasme du mamelon).

## Diagnostic différentiel
- Acrocyanose : cyanose permanente, froide, indolore des extrémités, majorée au froid, souvent associée à une hyperhidrose.
- Érythermalgie : acrosyndrome paroxystique déclenché par la chaleur et l'effort, douloureux, idiopathique ou secondaire à un vasodilatateur, ou syndrome myéloprolifératif.
- Engelures : hypersensibilité au froid. Papules violacées plus ou moins œdémateuses, douloureuses ou prurigineuses, siégeant sur la face dorsale des doigts et orteils.

Par définition, la maladie est sans cause retrouvée mais son évolution peut remettre en cause ce diagnostic : ainsi près d'un tiers des patients se retrouvent avec un diagnostic de sclérodermie au bout de quelques années.

## Mécanisme

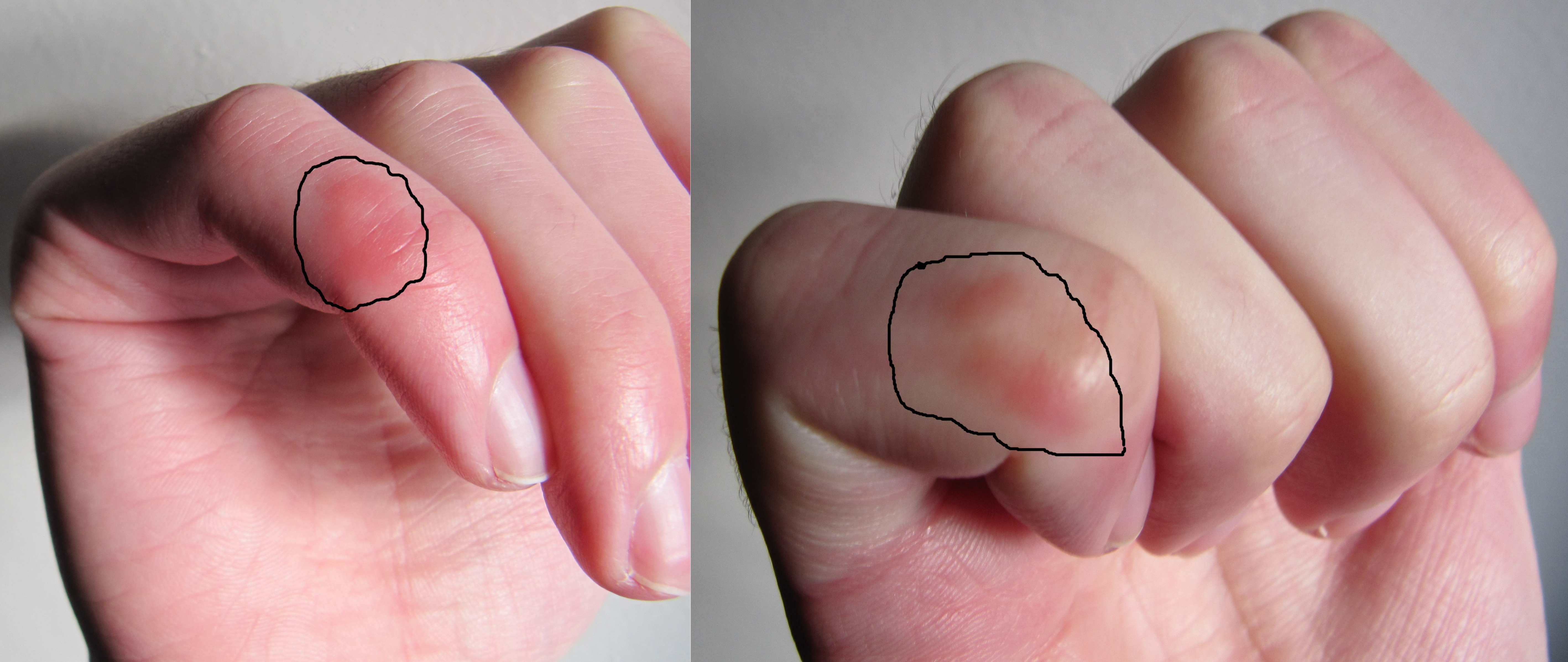
La main sans gants est restée de nombreuses heures entre 6 et sur une souris d'ordinateur (chaud partout sauf aux mains). Dès 17 heures : sensation d'envie de caresser le petit doigt car rougissement par une température de. Avec un bon habillement et des gants, la température de début de risque de rougissement est très inférieure à. Détails en description

En temps normal, le corps exposé au froid cherche à réduire sa perte de chaleur en resserrant les petites artères situées juste sous la peau (artérioles), c’est ce qu’on appelle la vasoconstriction. Ce mécanisme augmente l'afflux de sang dans les veines profondes et permet au corps de maintenir sa température interne. Chez les personnes atteintes de la maladie de Raynaud, cette réaction est excessive : les nerfs qui contrôlent le resserrement des artérioles sont hypersensibles et provoquent un spasme, plutôt qu’une vasoconstriction normale. Lorsque le spasme cesse, les artérioles se dilatent de nouveau, ce qui rétablit la circulation sanguine.
Le « syndrome » est beaucoup plus rare et généralement plus sévère (en termes de durée ou fréquence des crises) que la « maladie ». Le phénomène de Raynaud est un trouble de la circulation sanguine. Ce sont les petites artères des extrémités qui se rétrécissent anormalement. Le froid est la principale cause de ce trouble, mais peut aussi être causé par des maladies qui atteignent les vaisseaux sanguins, comme la sclérodermie et/ou par une viscosité sanguine excessive. Il existe différentes causes possibles :
- si le phénomène peut être lié à une prise de médicaments, on parle de « syndrome de Raynaud » ;
- s'il n’a pas de causes identifiables, on parle de « maladie de Raynaud ». C’est le cas le plus fréquent.

## Prévention
- Se protéger du froid, porter des gants.
- Le tabac est fortement déconseillé, du fait de ses propriétés hypertensives. Le café est également à éviter, ou du moins à réduire fortement.
- Ne pas prendre certains médicaments (œstrogènes, bêta-bloquants), même si le niveau de preuve quant à la nécessité de leur arrêt reste faible[10].

## Traitement
La maladie est habituellement peu gênante, et dans la grande majorité des cas, de simples conseils suffisent.
Une solution simple pour réchauffer les doigts privés de sang consiste à les plonger dans de l'eau tiède jusqu'à la reperfusion. En cas de gêne importante et en l'absence d'eau tiède, il est possible de faire revenir le sang dans les doigts en décrivant avec le bras de grands arcs de cercles destinés à forcer la revascularisation grâce à la force centrifuge.
Les traitements médicamenteux sont essentiellement indiqués dans les syndromes de Raynaud, plus sévères. Toutefois, certains vasodilatateurs sont efficaces, comme par exemple le Carlytène (alpha-bloquant).
D'autres traitements, à type de laser, herbes, compléments alimentaires, biofeedback, ont été proposées mais semblent inefficaces.